# 巨河水库
巨河水库是中国山西省临汾市境内的一座水库，位于巨河上，建于1962年。水库正常库容为680万立方米，集雨面积为322平方千米，海拔为517.5米。